# Giovanni Pascoli
Giovanni Pascoli (San Mauro di Romagna, Forlí, 31 de diciembre de 1855 - Bolonia, 6 de abril de 1912) está considerado como uno de los mayores poetas italianos de finales del siglo XIX. 
Su poesía está caracterizada por una métrica formal en endecasílabos, sonetos y tercetos encadenados de gran simplicidad. A este clasicismo de la forma externa hay que unir el gusto por las lecturas científicas, a las cuales se debe su afición por los temas cósmicos y la precisión del léxico botánico y zoológico utilizado. Pascoli supo renovar los contenidos de la poesía tocando temas que hasta entonces habían sido evitados, y fue capaz de hacer comprender con su mensaje poético el placer de las cosas sencillas vistas con la sensibilidad infantil que cada uno lleva dentro de sí.
Durante toda su vida Pascoli fue un personaje melancólico, resignado a los sufrimientos de la vida y a las injusticias de la sociedad, convencido de que la sociedad que dominaba en su época era demasiado fuerte para ser vencida. A pesar de ello supo conservar un profundo y fraternal sentido de la humanidad. Una vez que el mundo racional y ordenado en el que creían los positivistas se hubo derrumbado, el poeta, enfrentándose al dolor y al mal que dominan en la Tierra, recuperó el valor ético del sufrimiento, que de tal forma consuela y eleva a los humildes e infelices, que los hace capaces incluso de perdonar a sus propios perseguidores.

El poeta es poeta, no orador o predicador, ni filósofo, ni historiador, ni maestro, ni tribuno o demagogo, ni hombre de estado o de corte. Y ni mucho menos es, aun con la venia del maestro Carducci, un herrero que forje espadas, escudos o celadas; y ni mucho menos es, con la venia de tantos otros, un artista que pula y cincele el oro que otros le surtan. Para conformar un poeta valen infinitamente más su sentimiento y su mirada que el modo con el cual transmita a los otros el uno y la otra. (G. Pascoli - de "El muchachillo" (Il fanciullino))

## Infancia y juventud
Hay pocos escritores a los que, como a Pascoli, las vivencias de su primera juventud les hayan determinado tanto el desarrollo creativo en su madurez. Parece incluso imposible comprender el verdadero significado de gran parte – y seguramente la parte más importante – de su producción poética si se ignoran sus dolorosos y tormentosos presupuestos biográficos y psicológicos, los cuales él mismo reorganizó como sistema semántico sobre el que construir su propio mundo.
Giovanni Pascoli nace el 31 de diciembre de 1855 en San Mauro di Romagna (provincia de Forlí), siendo el cuarto hijo de una familia con diez hermanos. El padre, Ruggero, era administrador de la finca "La Torre", perteneciente a los príncipes de Torlonia. El ambiente familiar, de tipo patriarcal y ligado tradicionalmente a los agrestes valores de la cultura rural, le dio gran serenidad y firmeza de carácter. A los doce años comenzó a frecuentar el liceo Rafael de Urbino, muy conocido en los Estados Pontificios y en la vecina Emilia-Romaña, regiones estas de antigua tradición humanística.
El 10 de agosto de 1867 su padre es asesinado a tiros mientras volvía a casa desde Cesena. Tanto las razones como los autores del delito permanecieron para siempre oscuros, al menos oficialmente, dejando este suceso traumático honda huella en la vida del joven Giovanni. 
La familia comienza entonces a perder su nivel económico, sufriendo además una impresionante serie de nuevos lutos que la disgregan: obligados a abandonar la finca, el año siguiente morían su madre y su hermana Margherita; en 1871 su hermano Luigi y en 1876 el hermano mayor, Giacomo, el cual había intentado reconstruir la unidad familiar. Pascoli tuvo que abandonar el liceo de Urbino, pero pudo continuar sus estudios en Florencia gracias al interés de uno de sus profesores.
Durante sus estudios en el liceo realiza algunas composiciones ocasionales en verso, con motivo de los ejercicios de retórica al uso en aquel tiempo en los estudios religiosos. Seguramente la fantasía de Pascoli comenzaba ya a elaborar, en su mundo interior, todas las impresiones ambientales y sentimentales que la tragedia familiar había descargado sobre él.
En la biografía que nos ha dejado su hermana María, titulada A través de la vida de Giovanni Pascoli, el futuro poeta está representado como un muchacho sensato y vivaz, cuyo carácter no ha sido todavía alterado por las desgracias; durante años, ciertamente, su actitud parece voluntariosa y tenaz, decidido a terminar el liceo y encontrar el modo de realizar sus estudios universitarios (a pesar de su empeño, siempre frustrado, de buscar y castigar al asesino de su padre).
El punto de inflexión en su vida llega con su detención y posterior ingreso en la prisión de Bolonia, después de una redada de la policía entre los socialistas que habían organizado una manifestación contra el gobierno a causa de la condena del anarquista Giovanni Passannante. Este aislamiento forzado, después de la revolucionaria experiencia de la universidad y de su compromiso político en los movimientos de izquierda, lo impulsan a reflexionar. Y es en este momento donde la crítica histórica registra lo que se ha conocido como la regresión infantil de Pascoli.

## El microcosmos pascoliano
En el mundo literario italiano de los últimos dos siglos aparece recurrentemente la contraposición antagónica entre el mundo urbano y el rural, considerados ambos como portadores de valores opuestos; mientras que el campo aparece siempre como el “paraíso perdido” de los valores culturales y morales, la ciudad deviene símbolo de una condición humana maldita y desnaturalizada, víctima de la degradación moral causada por un ideal de progreso puramente materialista.
Esta contraposición puede interpretarse tanto a la luz del retraso económico y cultural de gran parte de Italia respecto al resto de naciones europeas, como a consecuencia de la división política y de la falta de una gran metrópoli unificadora como lo son París en Francia o Londres en el Reino Unido.
Los temas poéticos de la “tierra”, de la “aldea”, del “humilde pueblo” que aparecen hasta el final de la Primera Guerra Mundial no hacen sino repetir el sueño de la pequeña y lejana patria perdida, la cual el ideal unitario surgido a partir de la reunificación italiana no ha podido apagar del todo.
Pascoli contribuyó decisivamente a la continuación de esta tradición, si bien sus motivos no fueron los típicamente ideológicos del resto de escritores, sino que nacen de raíces más íntimas y subjetivas.
Obligado a causa de su profesión de profesor universitario a trabajar en ciudades, aunque no fueran éstas ciertamente metrópolis asfixiantes (Bolonia, Florencia y Mesina, donde enseñó durante algunos años y compuso algunos de sus mejores poemas, como por ejemplo el “Aquiles”), él nunca residió en ellas, preocupándose siempre del modo de garantizarse una “vía de escape” hacia su propio mundo de origen: el campo. Puede decirse, además, que la vida moderna de la ciudad no entró nunca, ni siquiera como antítesis o contrapunto polémico, en la poesía pascoliana; él, en cierto sentido, no salió nunca de su mundo, el mundo que constituye el único gran tema de toda su producción literaria: una especie de microcosmos cerrado en sí mismo, como si el poeta quisiera defenderlo de un amenazador desorden externo, un mundo que sin embargo permanece innominado y oscuro, privado de referentes y de identidad, tal y como quedó el asesinato de su padre.
Sobre la ambigua y atormentada relación con sus hermanas (ese mundo familiar que bien pronto conformaría todo su mundo poético) el poeta Mario Luzi ha escrito con extrema claridad:

De hecho se encuentra en los tres que la desgracia ha dividido y luego reunido una especie de fantasías y mistificaciones infantiles, en las cuales Ida sólo es cómplice en parte. 
Para Pascoli se trata en todo caso de una verdadera y propia regresión al mundo de los afectos y los sentidos, anterior a la responsabilidad; a ese mundo del que había sido expulsado violentamente y demasiado pronto.
Podemos descubrir dos movimientos concurrentes: uno, casi paterno, que le sugiere reconstruir con fatiga y piedad el nido edificado por los padres, investirse del papel paterno, imitarlo. Otro, de naturaleza bien diferente, que le impulsa al contrario a encerrarse allí dentro con las hermanas pequeñas que son las que mejor le garantizan el regreso a la infancia, excluyendo de hecho, a veces con dureza, a los otros hermanos.
En la práctica Pascoli defiende el nido con sacrificio, pero también lo opone voluntariosamente a todo lo demás: no es sólo su cura sino también su medida del mundo. Todo aquello que tienda a separarlo de él en cualquier modo lo hiere; otras dimensiones de la realidad no le parecen, positivamente, aceptables. Para hacerlo más seguro y profundo lo aleja de la ciudad, lo sitúa entre los montes de la Garfagnana donde puede sobre todo mimetizarse con la naturaleza. (Mario Luzi, en Giovanni Pascoli)

## La formación literaria
El momento crucial en la formación literaria de Pascoli se produce durante los nueve años transcurridos en Bolonia como estudiante de la facultad de Letras (de 1873 a 1882). Discípulo del Carducci, Pascoli vivió en el restringido círculo creado en torno al gran poeta los años más excitantes de su vida. Aquí, protegido de todas formas por la natural dependencia entre maestro y discípulo, Pascoli no tuvo necesidad de alzar muros que evitasen la confrontación con la realidad, limitándose a cumplir las indicaciones y modelos de su plan de estudios: los clásicos, la filología y la historia de la literatura italiana.
En 1875 pierde la beca y con ella el único medio de sustento con el que podía contar el poeta. La frustración y el desánimo lo empujan hacia el movimiento socialista en el que sería el único y breve paréntesis político de su vida. En 1879 es arrestado y absuelto después de tres meses de cárcel; el posterior sentimiento de injusticia y la desilusión le llevaron a refugiarse en el aura de orden que rodeaba al maestro Carducci, finalizando sus estudios con una tesis sobre el poeta griego Alceo.
Al margen de sus estudios propiamente dichos, Pascoli realizó una vasta exploración del mundo literario y científico extranjero, a través de las revistas francesas especializadas como la Revue des deux Mondes, que lo pusieron en contacto con la vanguardia simbolista, y con la lectura de los escritos científico-naturalistas de Jules Michelet, Jean Henri Fabre y Maurice Maeterlinck.
Estos textos utilizaban la descripción naturalista –sobre todo la vida de los insectos, a causa de la atracción por el microcosmos característica del romanticismo decadente de final de siglo XIX– en clave poética; la observación se iniciaba gracias a los más recientes logros científicos como el perfeccionamiento del microscopio y los nuevos métodos experimentales, pero posteriormente se filtraba literariamente a través de un estilo lírico en el cual dominaba la sensación maravillosa y la fantasía.
Era una posición positivista romántica que tendía a ver en la naturaleza los aspectos pre-conscientes del mundo humano. Coherentemente con estos intereses le llegó también el interés por la llamada «filosofía del inconsciente» del alemán Eduard von Hartmann, la obra que inició la línea interpretativa de la psicología en sentido anti-mecanicista que condujo al psicoanálisis freudiano.

## El interés por el mundo infantil
Es evidente, a partir de las lecturas anteriores (a la que hay que incluir la obra sobre psicología infantil del inglés James Sully) la atracción de Pascoli hacia el «pequeño mundo» de los fenómenos naturales y psicológicamente elementales que tan fuertemente caracterizarán toda su poesía. Y no sólo la suya.
Durante todo el siglo XIX en la cultura europea se había desarrollado un particular culto hacia el mundo de la infancia, primero genéricamente en un sentido pedagógico y cultural, y después, hacia el final del siglo, con un cada vez más acentuado interés psicológico.
El romanticismo había ensalzado, siguiendo la estela de Gianbattista Vico y de Jean-Jacques Rousseau, la infancia como el estado natural primordial de la humanidad, entendiéndola como una especie de «edad de oro». Hacia los años 80 se comenzó, en cambio, a analizar de modo más realista y científico la psicología de la infancia, desplazando la atención hacia el niño como individuo en sí, caracterizado por una propia realidad referencial.
Así, la literatura infantil había producido en menos de un siglo una cantidad considerable de libros que constituyeron una verdadera literatura de masas hacia finales del siglo XIX. Libros para niños, como las innumerables colecciones de fábulas y cuentos, de los hermanos Grimm en 1822, de Hans Christian Andersen en 1872, de John Ruskin en 1851, de Oscar Wilde en 1888 o como la obra maestra de Lewis Carroll, Alicia en el país de las maravillas, en 1865; libros de aventuras adaptados a la infancia, como las novelas de Julio Verne, Rudyard Kipling, Mark Twain, Emilio Salgari o Jack London; o libros sobre la infancia con intencionalidad moralista o educativa como Sin familia de Hector Malot en 1878, El pequeño Lord Fauntleroy de F.H. Burnett en 1886, Mujercitas de Louisa May Alcott en 1869 y los conocidísimos Corazón de Edmundo de Amicis en 1866 y Pinocho, de Carlo Collodi en 1887.
Todo esto nos sirve para reconducir, naturalmente, la teoría pascoliana de la poesía como intuición pura e ingenua, expresada en la «poética del muchachito» (Il Fanciullino), como el reflejo de un vasto ambiente cultural europeo perfectamente maduro para acoger su propuesta poética. En este sentido no puede hablarse propiamente de novedad, sino sobre todo de la sensibilidad con que él supo aprovechar un gusto difuso y un interés ya educado traduciéndolo en una poesía de una calidad como no se había visto en Italia desde la época de Giacomo Leopardi.

## La poesía como mundo que protege del mundo
Tras su graduación en Bolonia en 1882, da comienzo su carrera de profesor de latín y griego en los liceos de Matera y de Massa. Allí quiso llevarse con él a sus dos hermanas menores, Ida y María, con las que intentó reconstruir el primitivo núcleo familiar. De 1887 a 1895 enseñó en Livorno.
Mientras tanto comienza su colaboración con la revista Vita Nuova, en la que se publican las primeras poesías de su obra Myricae (de la cual se harían cinco ediciones hasta 1900). Gana, además, por trece veces consecutivas, la medalla de oro en el concurso de poesía latina de Ámsterdam con el poema “Veianus” y con sucesivos Carmina. En 1894 es llamado a Roma para colaborar en el ministerio de Instrucción Pública; en la capital publica la primera versión de los "Poemas cordiales" (Poemi conviviali): "Gog y Magog". 
En 1895 se muda junto con su hermana Mariù a la casa de Castelvecchio Pascoli, la cual convierte en su residencia habitual. 
Las transformaciones políticas y sociales que agitaban los años del fin de siglo y preludiaban la catástrofe bélica europea y el advenimiento del fascismo, llevaron progresivamente a Pascoli, ya emotivamente afectado por el fracaso de su tentativa de reconstrucción familiar, a un estado de inseguridad y pesimismo todavía más marcado.
En 1899 escribió al pintor De Witt: «En el mundo no hay sino mucho dolor y misterio; pero en la vida simple y familiar y en la contemplación de la naturaleza, especialmente en la campiña, encontramos un gran consuelo, el cual no basta sin embargo para liberarnos de nuestro inmutable destino».
En esta contraposición entre la exterioridad de la vida social (y ciudadana) y la interioridad de la existencia familiar (y rural) se encuentra la idea dominante –junto al tema de la muerte– de la poesía pascoliana.
De su casa de Castelvecchio, dulcemente protegida de los bosques de la Garfagnana junto a la villa medieval de Barga, Pascoli no salió ya nunca (psicológicamente hablando) hasta el momento de su muerte. 
A pesar de continuar trabajando intensamente en la publicación de poemas y ensayos, y de aceptar en 1905 suceder a Carducci en la cátedra de la Universidad de Bolonia, Pascoli nos ha dejado al mundo una visión unívocamente restringida a un “centro”, representado éste por el misterio de la naturaleza y la relación entre el amor y la muerte.
Parece como si, superado por una angustia imposible de dominar, el poeta hubiera encontrado en la herramienta intelectual de la composición poética el único medio de restringir los miedos y fantasmas de la existencia en un recinto bien delimitado, fuera del cual fuera posible continuar una vida con relaciones humanas normales. En este “recinto” poético trabajó con un extraordinario empeño creativo, construyendo toda una serie de versos y formas que no se habían visto, con tal complejidad y variedad, desde los tiempos de Gabriello Chiabrera.
Esta búsqueda sofisticada, artificiosa y elegante de las estructuras métricas elegidas por Pascoli –una mezcla de eneasílabos, pentasílabos y cuatrisílabos en una misma composición– ha sido interpretada como un paciente y atento trabajo de organización racional de la forma poética surgida de contenidos psicológicos deformes e incontrolables procedentes del inconsciente. En resumen, exactamente lo contrario de lo que los simbolistas franceses y otras vanguardias artísticas de comienzos del siglo XX defendían en su concepción de la espontaneidad expresiva.
Aunque la última fase de la producción pascoliana es rica en temáticas sociopolíticas (Odas e himnos en 1911, los póstumos Poemas itálicos y Poemas del Renacimiento, o el célebre discurso La gran Proletaria se ha movido de 1911 con ocasión de una manifestación a favor de los heridos en la guerra de Libia) no hay duda de que su obra más significativa está representada por los volúmenes poéticos que comprenden la colección de Myricae y los Cantos de Castelvecchio de 1903. Todo el mundo de Pascoli está allí: la naturaleza como lugar del alma desde el cual contemplar la muerte como recuerdo de los lutos privados.

¿Demasiado, tanta muerte? Pero la vida, sin el sentimiento de la muerte, sin, esto es, religión, sin aquello que nos distingue de los animales, es un delirio, intermitente o continuo, estoico o trágico. Por otra parte estas poesías han nacido casi todas en el campo; y no hay más imágenes, ni más campos, ni la blancura de los grandes navíos ni el verde de los bosques ni el dorado del grano, sino las procesiones o las comuniones que pasan; y no hay sonido que más se distinga entre el fragor de los ríos y los torrentes, sobre la inmensa espesura, sobre el canto de las cigarras y de los pájaros, que aquél del Avemaría. Crezcan y florezcan en torno a la antigua tumba de mi joven madre estas myricae (digamos cestos o frazadas) otoñales. (del prefacio de Pascoli a los Cantos de Castelvecchio)

## Myricae
Término tomado de la égloga IV de Virgilio, su poeta preferido. Llevaban por lema, levemente modificado, este verso de dicha égloga: «arbusta iuvant humilesque myricae».
En 1891 sale la primera edición de Myricae, colección de poesías calificadas como modestas por el propio Pascoli, que versan sobre temas familiares y campestres. En ella, entre otros poemas, se encuentra la famosa composición «Noviembre».
Entre 1897 y 1903 enseña el latín en la universidad de Mesina, y con lo que obtiene de la venta de algunas medallas de oro obtenidas en los concursos, compra una casa en Castelvecchio. En 1905 es cuando obtiene la cátedra de literatura en la universidad de Bolonia, sucediendo en ella a Carducci.

## El poeta yEl muchachito

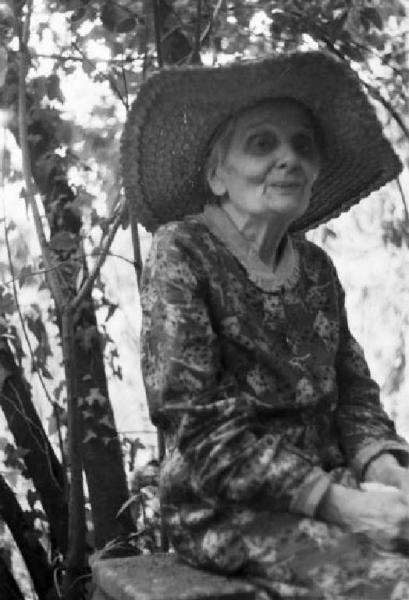
Retrato de Maria Pascoli en el jardín su casa en Castelvecchio, 1943.

Uno de los temas sobresalientes con los que Pascoli ha pasado a la historia de la literatura es el conocido como la «poética del muchachito», tan bien explicada por él mismo en el escrito homónimo aparecido en la revista Il Marzocco en 1897.
En ese escrito, Pascoli da una definición absolutamente completa –al menos según su propio punto de vista– de la poesía, vista como la perenne capacidad de asombrarse típica del mundo infantil, una predisposición irracional que se mantiene en el hombre incluso cuando éste se ha ya alejado, al menos cronológicamente, de la infancia propiamente dicha. Poesía, por lo tanto, no como razón o, peor, como simple logos, sino como posibilidad de atribuir significados a las cosas que nos circundan, contempladas desde un punto de vista absolutamente subjetivo.
Pascoli fue también comentarista y crítico de la obra de Dante Alighieri, dirigiendo además la colección editorial La biblioteca del pueblo.
En 1912 muere a causa de un cáncer en Bolonia, siendo sepultado en el cementerio de Castelvecchio di Barga.
Su hermana Maria se ocupa durante los cuarenta años siguientes a mantener vivos las memorias y los documentos del archivo, al igual que de la correspondencia de su hermano poeta, aportando así una contribución fundamental para dar a conocer los detalles de la vida del poeta.

### Obras propias
- 1897 – El muchachito (Il fanciullino) (escrito publicado en la revista Il Marzocco)
- 1891 - Myricae (Edición principal de sus poemas )
- 1897 – Poemillas (Poemetti)
- 1898 - Minerva oscura (Estudios sobre Dante)
- 1903
  - Cantos de Castelvecchio (dedicados a su madre)
  - Myricae (edición definitiva)
  - Mis escritos sobre la variada humanidad (Miei scritti di varia umanità).
- 1904
  - Primeros poemillas (Primi poemetti).
  - Poemas de la convivencia (Poemi conviviali).
- 1906 – Odas e himnos (Odi e Inni).
- 1907
  - Poemas de Castelvecchio (Canti di Castelvecchio) (Edición definitiva)
  - Pensamientos y discursos (Pensieri e discorsi).
- 1909
  - Nuevos poemillas (Nuovi poemetti).
  - Poemas itálicos (Poemi italici).
- 1911-1912
  - Poemas del Renacimiento (Poemi del Risorgimento).
  - La gran proletaria se ha movido (La grande proletaria si è mossa).

### Obras sobre Pascoli
- de Gian Luigi Ruggio: "Giovanni Pascoli – La atormentada vida de un gran poeta (y un apéndice con una amplia antología de sus mejores versos) – Simonelli editore.

- de Maria Santini: "Candida Soror" – La vida de Maria Pascoli, la más querida hermana del poeta de la Yegua Pinta (la Cavalla Storna) – Simonelli editore.